# Crisis (serie televisiva)
Crisis è una serie televisiva statunitense trasmessa durante la stagione televisiva 2013-2014 sulla rete televisiva NBC.
Il 9 maggio 2014 la serie viene cancellata dopo una sola stagione. In Italia viene trasmessa da settembre 2014 sul canale satellitare Fox Italia mentre in chiaro viene trasmessa dal settembre 2015 su MTV.

## Trama
Un gruppo di terroristi ha rapito un'intera classe della Ballard High School, scuola di Washington frequentata dai figli dei genitori più ricchi e potenti della città, tra cui il figlio del presidente. Ha così inizio una crisi di portata nazionale, in cui varie personalità sono portate ad interrogarsi sul cosa sono disposti a fare pur di riavere i propri figli, tenendo conto che il rapimento non rischia solo di compromettere le sorti della propria famiglia, ma anche quelle dell'intero Paese.

## Episodi
| Stagione       | Episodi | Prima TV originale | Prima TV Italia |
| -------------- | ------- | ------------------ | --------------- |
| Prima stagione | 13      | 2014               | 2014            |

## Personaggi e interpreti

### Personaggi principali
- Francis Gibson, interpretato da Dermot Mulroney, doppiato da Massimo Rossi.
Ex analista della CIA, è il padre che accompagnava i ragazzi nella gita e ideatore del rapimento.
- Susie Dunn, interpretata da Rachael Taylor, doppiata da Francesca Fiorentini.
È un'agente dell'FBI che segue il caso sul rapimento. Tra i ragazzi rapiti c'è anche sua figlia Amber, affidata alla sorella tempo prima perché troppo giovane per tenerla.
- Marcus Finley, interpretato da Lance Gross, doppiato da Andrea Lavagnino.
È l'agente dei servizi segreti di scorta al figlio del presidente, che si ritrova a gestire la crisi, iniziata durante il suo primo giorno di lavoro.
- Aaron Nash, interpretato da James Lafferty, doppiato da David Chevalier.
È uno degli insegnanti rapiti.
- Koz, interpretato da Max Martini, doppiato da Pasquale Anselmo.
È uno dei mercenari autori del rapimento.
- Direttore William Olsen, interpretato da Michael Beach, doppiato da Angelo Maggi.
È il direttore dell'FBI.
- Beth Ann Gibson, interpretata da Stevie Lynn Jones, doppiata da Emanuela Ionica.
Figlia di Francis, è una delle ragazze rapite.
- Amber Fitch, interpretata da Halston Sage, doppiata da Letizia Ciampa.
È la figlia nascosta di Susie Dunn e nipote affidata a Meg, la quale si ritrova tra i ragazzi rapiti.
- Ian Martinez, interpretato da Max Schneider, doppiato da Manuel Meli.
È uno dei ragazzi rapiti, miglior amico di Beth.
- Meg Fitch, interpretata da Gillian Anderson, doppiata da Claudia Catani.
È la sorella di Susie, nonché CEO di una multinazionale.

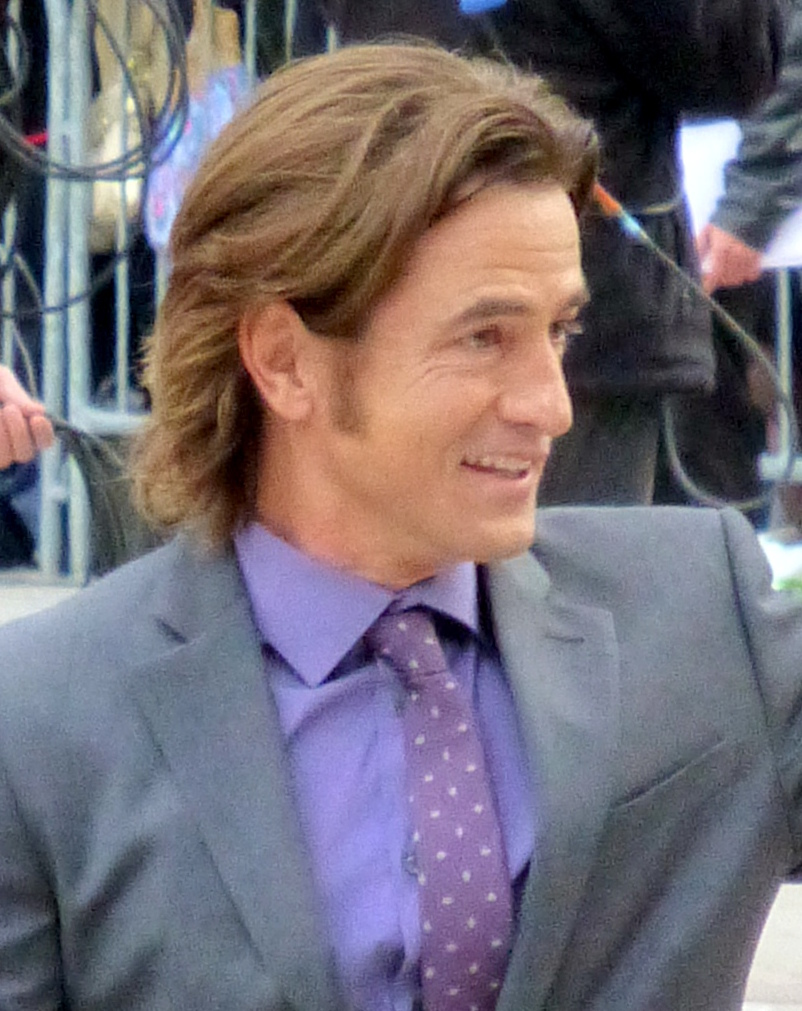
Dermot Mulroney interpreta Francis Gibson
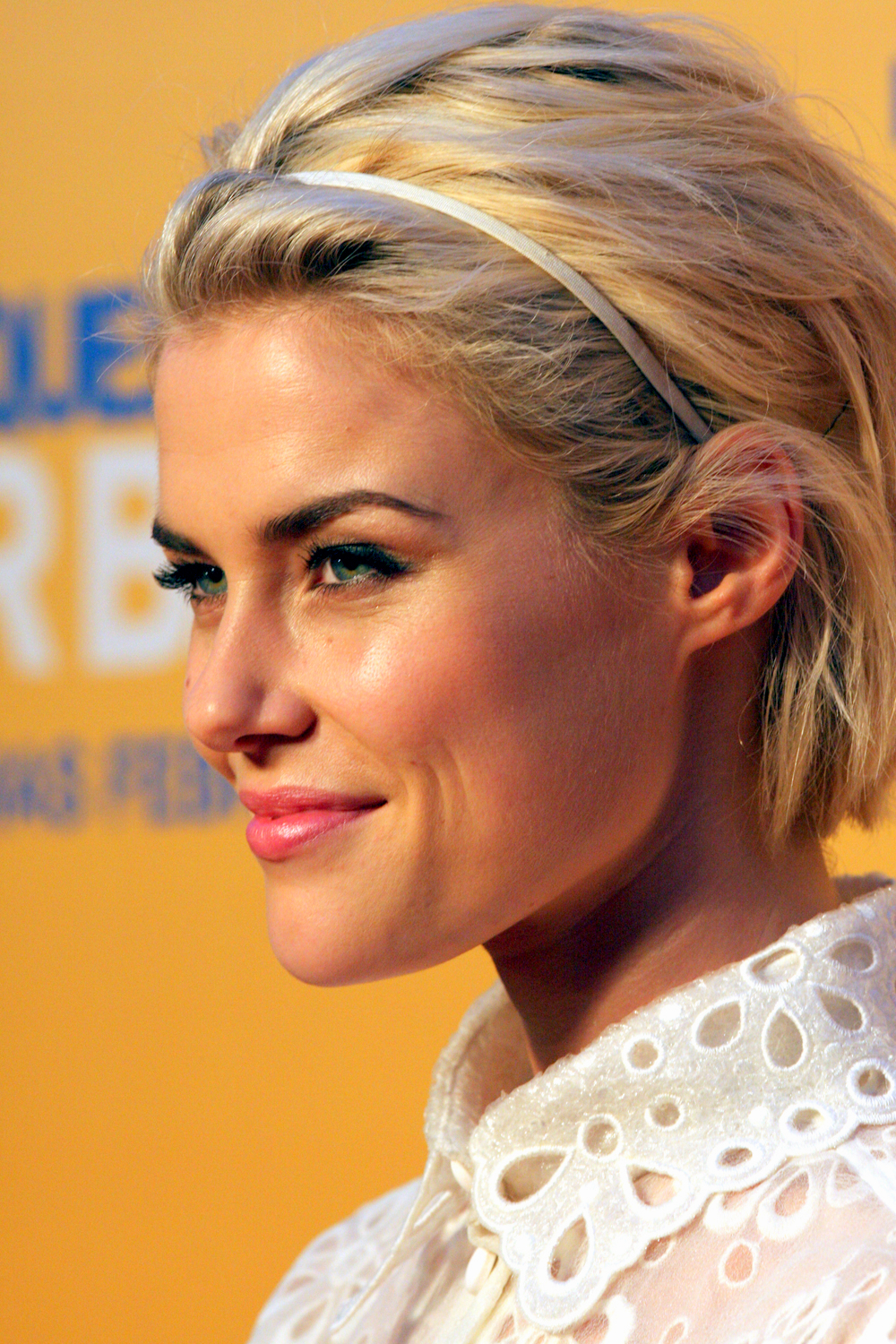
Rachael Taylor interpreta Susie Dunn
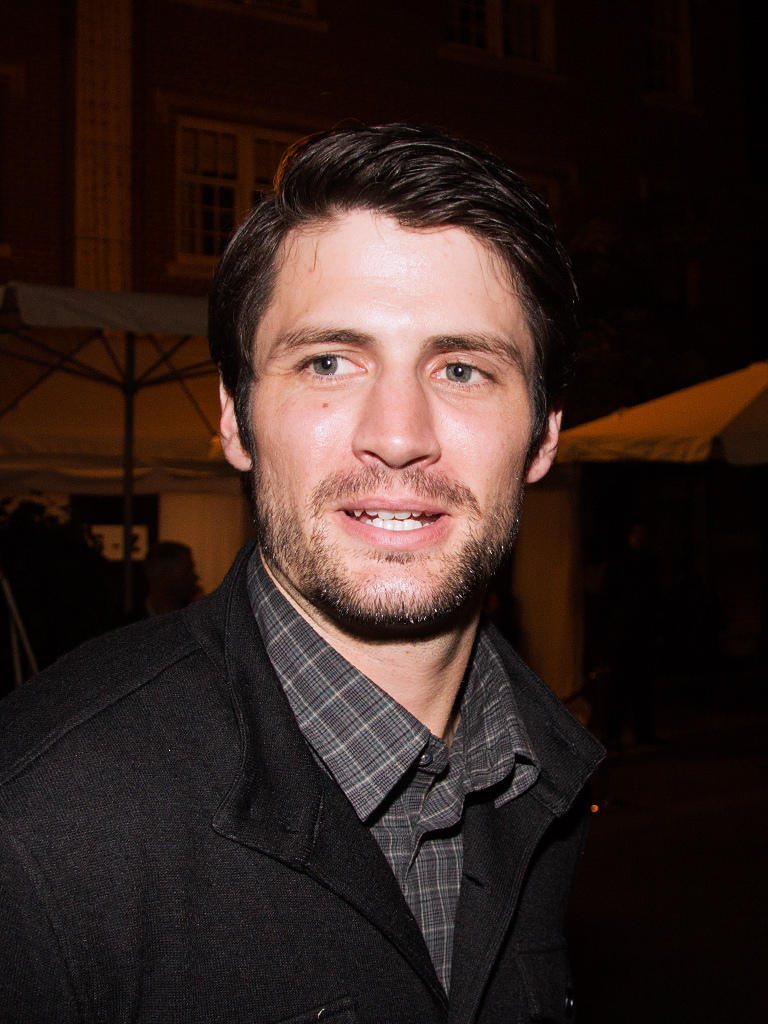
James Lafferty interpreta Aaron Nash
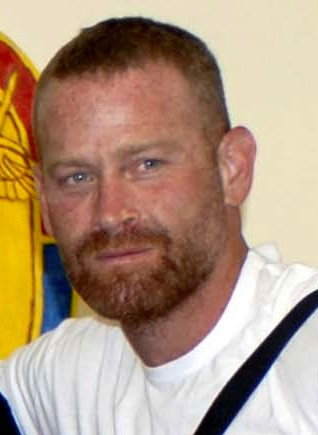
Max Martini interpreta Koz
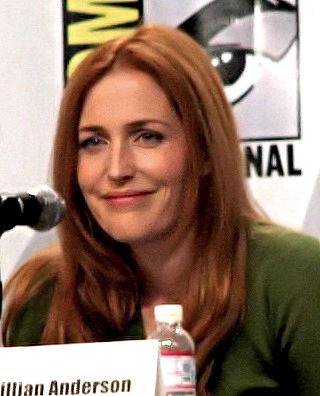
Gillian Anderson interpreta Meg Fitch

### Personaggi ricorrenti
- Hurst, interpretato da David Andrews, doppiato da Franco Mannella.
È il capo della sicurezza alla Casa Bianca.
- Presidente DeVore, interpretato da John Allen Nelson, doppiato da Saverio Indrio.
È il presidente degli Stati Uniti.
- Noah Fitch, interpretato da David Chisum, doppiato da Alessio Cigliano.
È il marito di Meg Fitch.
- Kyle DeVore, interpretato da Adam Scott Miller, doppiato da Davide Perino.
Figlio del presidente degli Stati Uniti, è uno dei ragazzi rapiti.
- Luke Putnam, interpretato da Brandon Ruiter, doppiato da Flavio Aquilone.
È uno dei ragazzi rapiti, amico di Kyle.
- Sloan Yarrow, interpretata da Shavon Kirksey.
È una delle ragazze rapite e migliore amica di Amber.
- Jin Liao, interpretato da Rammel Chan, doppiato da Gabriele Patriarca.
È uno dei ragazzi rapiti.
- Dutton, interpretata da Jessica Dean Turner, doppiata da Ilaria Latini.
È una donna delle comunicazioni che lavora per Gibson.
- Gabe Widener, interpretato da Mark Valley, doppiato da Francesco Prando.
È il direttore della CIA.
- Dr. Jonas Clarenbach, interpretato da Rod Hallett, doppiato da Paolo Vivio.
È uno scienziato che una volta lavorava nella divisione farmaceutica presso la società di Meg, ed è anche il suo ex amante.
- Anton Roth, interpretato da Joshua Erenberg, doppiato da Lorenzo Crisci.
È uno dei ragazzi rapiti.
- Morgan Roth, interpretato da John Henry Canavan, doppiato da Roberto Stocchi.
È il padre di Anton Roth.

## Produzione
Nell'estate 2012, la NBC comprò la sceneggiatura scritta da Rand Ravich per un potenziale nuovo episodio pilota incentrato su un agente dei servizi segreti che si trova al centro di una crisi internazionale al suo primo giorno di lavoro. Il 22 gennaio 2013 la rete confermò la produzione del pilot, che sarebbe stato diretto da Phillip Noyce, anche produttore esecutivo della serie.
Il 25 febbraio 2013 Rachael Taylor e Gillian Anderson furono le prime attrici ad entrare nel cast, rispettivamente per il ruolo dell'agente dell'FBI Susie Dunn e di sua sorella Meg, insieme a Stevie Lynn Jones, interprete di una delle ragazze rapite. Il giorno seguente furono ingaggiati Lance Gross, interprete dell'agente Marcus Finley, e Halston Sage, interprete di Amber, la nipote dell'agente Dunn. Tra il 12 e 13 marzo furono ingaggiati Dermot Mulroney, per il ruolo di Bill Gibson, il padre che accompagnava i ragazzi nella gita; Max Martini, interprete di Koz, uno dei mercenari autori del rapimento; e Max Schneider, per il ruolo di uno dei ragazzi rapiti.
Il 15 marzo si unirono al cast anche Michael Beach, James Lafferty e Joshua Erenberg; il primo interpreta il direttore dell'FBI, mentre Lafferty e Joshua Erenberg interpretano rispettivamente uno degli insegnanti e dei ragazzi rapiti.
Anche se ambientata principalmente a Washington, la serie è girata a Los Angeles.
Il 9 maggio 2013 venne confermata la produzione di una prima stagione completa, trasmessa dal 16 marzo 2014.